# Liechtensteins økonomi
Liechtensteins økonomi er baseret på industri med en lille men signifikant landbrugssektor og service (særligt turisme og informationsteknologi). Landets BNP var i 2019 på $6,43 mia., men da landet har et af de laveste indbyggertal, så er har Liechtenstein verden højeste BNP pr. indbygger med $169.049 i 2019.
Landet er i toldunion med Schweiz og bruger schweizerfranc som sin nationale valuta. Landets centralbank er Liechtensteinische Landesbank.
Liechtenstein importerer mere end 85% af sin energi. Det har været en del af EFTA siden 1991 (tidligere blev landet interesseret repræsenteret af Schweiz). Det har også været medlem af det europæiske økonomiske samarbejdsområde siden maj 1995 og deltager i Schengensamarbejdet, så man ikke skal vise pas ved indrejse, når man kommer fra et europæisk land.